# Huda Akil

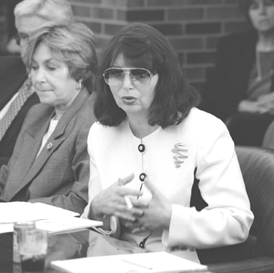
Huda Akil (1996)

Huda Akil (arabisch هدى عقيل, DMG Hudā ʿAqīl; * 19. Mai 1945 in Damaskus) ist eine syrisch-amerikanische Neurowissenschaftlerin an der University of Michigan. Hier ist sie (Stand 2020) Gardner Quarton Distinguished University Professor of Neuroscience and Psychiatry und Co-Direktorin des Molecular & Behavioral Neuroscience Institute (zuvor Mental Health Research Institute).
Akil wuchs in Damaskus auf, ihr Vater war Psychologe. Sie erwarb 1966 an der American University of Beirut einen Bachelor in Psychologie und 1968 ebendort einen Master in Psycholinguistik, 1972 bei John C. Liebeskind an der University of California, Los Angeles, einen Ph.D. in Psychobiologie. Als Postdoktorandin arbeitete sie bei Jack Barchas an der Stanford University. Nach Lehrtätigkeit an der Stanford University erhielt sie 1978 an der University of Michigan eine Professur.
Akil erforscht die Neurobiologie von Verhalten und von Gefühlen wie Angst und Schmerz, wobei sie molekularbiologische, genetische und genomische Ansätze verfolgt. Sie konnte zur Aufklärung molekularer Ursachen (darunter die Rolle von Endorphinen oder Veränderungen von Mitgliedern der Familie des Fibroblasten-Wachstumsfaktors) von Erkrankungen wie Substanzmissbrauch, schwere Depression oder bipolare Störung beitragen.
Akil hat laut Datenbank Scopus einen h-Index von 117, laut Google Scholar einen von 147 (jeweils Stand Januar 2025).
Huda Akil ist mit Stanley J. Watson verheiratet, mit dem sie von 1995 bis 2021 das Molecular & Behavioral Neuroscience Institute der University of Michigan leitete. Das Paar hat zwei Kinder.

## Auszeichnungen (Auswahl)
- 1993 Pasarow Award für Neuropsychiatrie[5]
- 1994 Mitglied der Institute of Medicine (heute National Academy of Medicine)
- 2000 Fellow der American Association for the Advancement of Science
- 2002 Präsidentin der Society for Neuroscience[6]
- 2004 Mitglied der American Academy of Arts and Sciences[7][8]
- 2011 Mitglied der National Academy of Sciences[9]
- 2012 Sarnat-Preis (gemeinsam mit Stanley J. Watson)[3][10]
- 2023 Gruber-Preis für Neurowissenschaften[11]
- 2023 National Medal of Science